# کانن ئی‌اواس ۵دی مارک ۳
کانن ئی‌اواس ۵ دی مارک ۳ (به انگلیسی: Canon EOS 5D Mark III) یک دوربین عکاسی ۲۲٫۳ مگاپیکسل فول فریم سیماس تک‌لنزی بازتابی ساخت شرکت کانن است. این دوربین در ادامه نسل قبلی خود، مارک ۲، در تاریخ ۲ مارس 2012، همزمان با بیست و پنجمین سالگرد معرفی اولین دوربین در خط تولید ئی او اس ئی او اس ۶۵۰ و هفتاد و پنجمین سالگرد کانن معرفی شد.